# David Castañeda

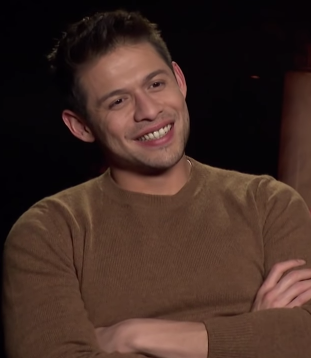
David Castañeda (2019)

David Castañeda (* 24. Oktober 1989 in Los Angeles, Vereinigte Staaten) ist ein mexikanisch-amerikanischer Schauspieler. Bekanntheit erlangte er vor allem in der Rolle des Diego Hargreeves in der Fernsehserie The Umbrella Academy.

## Leben
Castañeda wurde in Los Angeles geboren, wuchs aber im mexikanischen Sinaloa auf. Er kehrte im Alter von vierzehn Jahren in die Vereinigten Staaten zurück, wo er die High School besuchte. Castañeda studierte anschließend vorerst – mit der Absicht, nach seinem Studium das Familienunternehmen zu übernehmen – Bauingenieurwesen. Später interessierte er sich jedoch zunehmend für Filmregie und wechselte 2007 an die California State University in Fullerton, wo er den Studiengang film production and international business belegte. Castañeda widmete sich zur gleichen Zeit zunehmend dem Schauspiel und hatte seine ersten Rollen. 2015 schloss er sein Studium ab.

## Karriere
Castañeda ist seit seinem 17. Lebensjahr in der Schauspielerei tätig; er nahm die Schauspielerei jedoch erst dann ernster, als er sich freiwillig zur Verfügung stellte, als ein Regisseur während eines Studienseminars nach Schauspielern suchte, die in seinem Film spielen sollten. Castañeda spielte mehrere Nebenrollen in einer Reihe von Produktionen, wie End of Watch, und spielte auch eine Hauptrolle in dem Kurzfilm Maddoggin’, der beim NBC Universal Short Cut Film Festival den Publikumspreis gewann. Im Jahr 2013 spielte er die Rolle von Jorge in der Fernsehserie Switched at Birth von Freeform. Ende 2016 spielte er die Rolle des Hector in dem Film Sicario 2, der 2018 veröffentlicht wurde. Castañeda hatte auch eine Hauptrolle in dem unabhängigen Film El Chicano, eine Nebenrolle in Jean-Claude Van Dammes We Die Young sowie kleinere Rollen in Filmen, wie Standing up, Falling Down von Billy Crystal.
Im Jahr 2017 gehörte Castañeda in seiner prominentesten Rolle als Diego Hargreeves/Number 2 zu den Darstellern in The Umbrella Academy, die im Februar 2019 auf Netflix veröffentlicht wurde.

## Filmografie (Auswahl)

### Filme
- 2009: Drive-By Chronicles: Sidewayz
- 2012: End of Watch
- 2015: Freaks of Nature
- 2015: Bound & Babysitting (Fernsehfilm)
- 2016: Love Sanchez
- 2017: The Ascent
- 2018: Sicario 2
- 2018: El Chicano
- 2019: We Die Young
- 2019: Standing Up, Falling Down
- 2021: The Guilty
- 2025: From the World of John Wick: Ballerina
- 2025: Splitsville

### Kurzfilme
- 2011: Maddoggin’
- 2015: Human Behavior
- 2017: Corrida
- 2017: The Legend of Master Legend
- 2017: Why?

### Fernsehserien
- 2009: Lie to Me (Folge 2x03)
- 2009, 2012: Southland (2 Folgen)
- 2014: Switched at Birth (7 Folgen)
- 2014–2015: Jane the Virgin (3 Folgen)
- 2015: The Player (Folge 1x08)
- 2015: Blindspot (Folge 1x21)
- 2016: Going Dark
- 2019–2024: The Umbrella Academy (36 Folgen)
- 2023: Poker Face (Folge 1x09)